# KN Возничего
KN Возничего (лат. KN Aurigae) — одиночная переменная звезда в созвездии Возничего на расстоянии (вычисленном из значения параллакса) приблизительно 9100 световых лет (около 2790 парсеков) от Солнца. Видимая звёздная величина звезды — от +20m до +18,5m.

## Характеристики
KN Возничего — пульсирующая переменная звезда типа RR Лиры (RRAB).